# Киселинська волость
Киселинська волость — адміністративно-територіальна одиниця Володимир-Волинського повіту Волинської губернії Російської імперії та Української держави. Волосний центр — містечко Киселин. 
Станом на 1885 рік складалася з 14 поселень, 14 сільських громад. Населення — 6143 осіб (3057 чоловічої статі та 3086 — жіночої), 535 дворових господарств.
|                     | Площа, десятин | У тому числі орної, дес. |
| ------------------- | -------------- | ------------------------ |
| Сільських громад    | 5644           | 3141                     |
| Приватної власності | 15190          | 3719                     |
| Казенної власності  | 4457           | —                        |
| Іншої власності     | 375            | 213                      |
| Загалом             | 25666          | 7073                     |

Основні поселення волості:
- Киселин — колишнє власницьке містечко при річці Стохід за 37 верст від повітового міста, волосне правління, 447 осіб, 55 дворів, православна церква, костел, 2 єврейські молитовні будинки, школа, 29 крамниць, базар щонеділі, 2 ярмарки. За 2 версти — винокурний завод. За 4 версти — колонія Висока з молитовним будинком. За 6 верст — колонія Янів з молитовним будинком. За 6 ½ верст — садиба Городище з паровим і водяним млинами та сукновальнею. За 8 верст — смоляний завод. За 9 верст — колонія Маринків із молитовним будинком. За 9 верст — колонія Вінцентів із молитовним будинком.
- Береськ — колишнє власницьке село, 412 осіб, 40 дворів, православна церква, заїжджий будинок, вітряк.
- Ворочин — колишнє власницьке село при річці Стохід, 410 осіб, 50 дворів, православна церква, каплиця, заїжджий будинок, водяний млин.
- Затурці — колишнє державне і власницьке село при річці Турія, 480 осіб, 73 двори, православна церква, костел, заїжджий будинок.
- Оздютичі — колишнє власницьке містечко при річці Турія, 247 осіб, 22 двори, синагога, єврейський молитовний будинок, водяний млин.
- Сірнички — колишнє власницьке село при річці Сарна, 346 осіб, 51 двір, православна церква, заїжджий будинок, водяний млин.
- Смогилів — колишнє державне село при річці Сарна, 302 особи, 52 двори, православна церква, заїжджий будинок.
- Твердині — колишнє державне і власницьке село при річці Турія, 275 осіб, 44 двори, православна церква, заїжджий будинок.
- Холопечі — колишнє власницьке село при річці Турія, 258 осіб, 43 двори, православна церква, заїжджий будинок, водяний млин.

## Під владою Польщі
18 березня 1921 року Західна Волинь анексована Польщею. З 1921 по 1939 роки волость існувала як ґміна Кісєлін Горохівського повіту Волинського воєводства в тих же межах, що й за Російської імперії та Української держави
Польською окупаційною владою на території ґміни інтенсивно велася державна програма будівництва польських колоній і заселення поляками. На 1936 рік ґміна складалася з 31 громади:
1. Олександрівка — колонії: Олександрівка і Островок;
2. Апонівщина — колонія: Апонівщина;
3. Береськ — село: Береськ та хутори: Громош, Ямне, Волоки, Заозіря і Запуст;
4. Холопичі — село: Холопичі, хутори: Мошенщина і Новосілки та фільварок: Холопичі;
5. Щаснівка — колонії: Щаснівка, Киселівка і Августів;
6. Діброва — колонії: Діброва і Пасіка;
7. Геленів — колонії: Геленів, Забара Гостинська і Забара Німецька;
8. Губин — село: Губин та селища: Рогізне і Смолярня;
9. Яхимівка — колонії: Яхимівка, Янівець, Медвежа Яма і Волова;
10. Янів — колонії: Янів, Липник, Луків, Тристак, Запуск Янівський і Журавець;
11. Юнгівка — колонії: Юнгівка, Галли, Кругляк і Жарки;
12. Киселин — містечко: Киселин, колонії: Дмитрівка, Леонівка , Запуст Киселинський і Зелена;
13. Ледахів — колонія: Ледахів;
14. Маньків — колонія: Маньків;
15. Маринів — колонії: Маринів і Маків;
16. Михайлівка — колонія: Михайлівка;
17. Оздютичі — містечко: Оздютичі;
18. Оздютичі — село: Оздютичі, колонії: Червінські, Мар'янівка і Застава та фільварок: Оздютичі;
19. Павловичі — село: Павловичі та хутір: Помірки;
20. Рудня — село: Рудня та колонії: Липник і Мовчанів;
21. Студині — село: Студині;
22. Сірнички — село: Сірнички;
23. Сірнички — колонія: Сірнички;
24. Твердині — село: Твердині, колонії: Дунай та фільварки: Твердині I і Твердині II;
25. Тумин — село: Тумин, селище: Завали та фільварок: Тумин;
26. Вінцентів — колонія: Вінцентів;
27. Ворончин — село: Ворончин, колонії: Діброва та селища: Громош, Келецька і Ферма;
28. Вілька Садівська — село: Вілька-Садівська;
29. Висока — колонії: Висока, Ясинець, Клементинів, Курант і Софіївка;
30. Затурці — село: Затурці, хутори: Лихачівка, Кляшторний Кут і Вівчани та фільварки: Затурці I, Затурці II, Затурці III;
31. Журавець — село: Журавець.

Після входження Західної України до складу СРСР, у 1940 р. ґміну Кісєлін ліквідовано у зв'язку з утворенням Киселинського (Затурцівського) району.